# Kanayama-Schrein

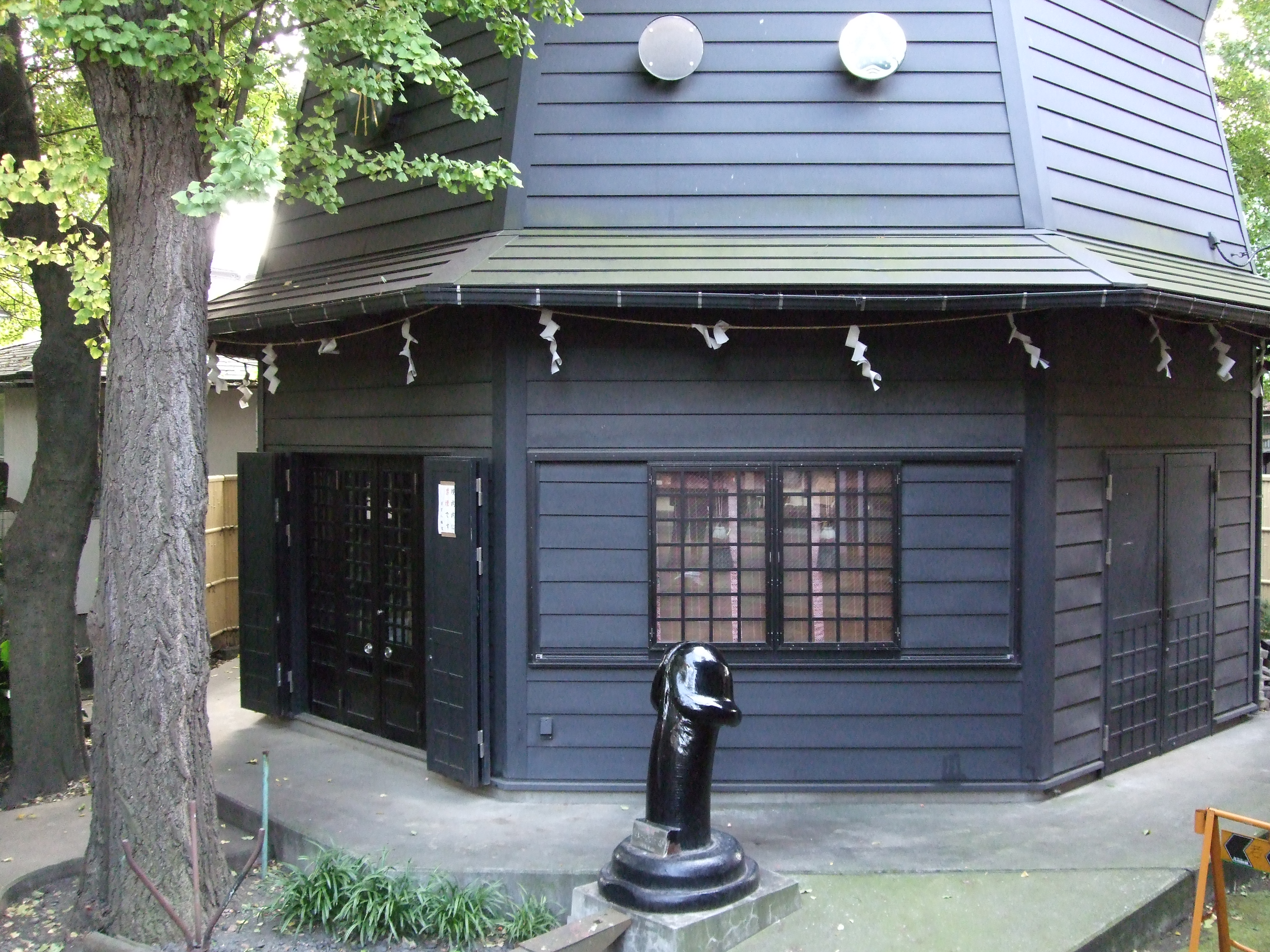
Kanayama-Schrein

Der Kanayama-Schrein (japanisch 金山神社 Kanayama-jinja), auch Kanayama-sama (かなまら様) genannt, ist ein Shintō-Schrein in Kawasaki. Er ist auch überregional bekannt für das Fest Kanamara Matsuri.

## Beschreibung
Der Schrein befand sich ursprünglich am heutigen östlichen Bahnübergang am Bahnhof Kawasaki-Daishi der Keikyū Daishi-Linie, wurde aber während der Taishō-Zeit (1912–1926) etwa 300 m nach Südwesten auf das Gelände des Wakamiya Hachiman-gū (若宮八幡宮) links von dessen Haupthalle (honden) versetzt.
Der Kanayama-Schrein ist dem Gott Kanayama-hiko (金山比古) und der Göttin Kanayama-hime (金山比売) geweiht, die beide Kinder von Izanami sind, und Schutzgötter der Schmiede sind. Sie werden aber auch von weiteren Berufsgruppen der Metallver- und bearbeitung verehrt. Am 1. November jeden Jahres findet das Fuigo matsuri Shimpu Juyosai (鞴祭神符授与祭 ‚Blasebalg-Fest und Talismanverleihungsfest‘) statt bei dem Schmiede ihr Können zur Schau stellen. Im Inneren des Schreins befindet sich eine Schmiedestelle mit Schmiedewerkzeug.
Als Izanami bei der Geburt des Feuergottes Kagutsuchi schwere Verbrennungen an ihrem Unterleib erlitt, wurde sie von Kanayama-hiko und Kanayama-hime gepflegt, weswegen diese landesweit auch für eine leichte Geburt, Eheglück und Erfolg im Geschäftlichen angebetet werden.

## Kanamara Matsuri

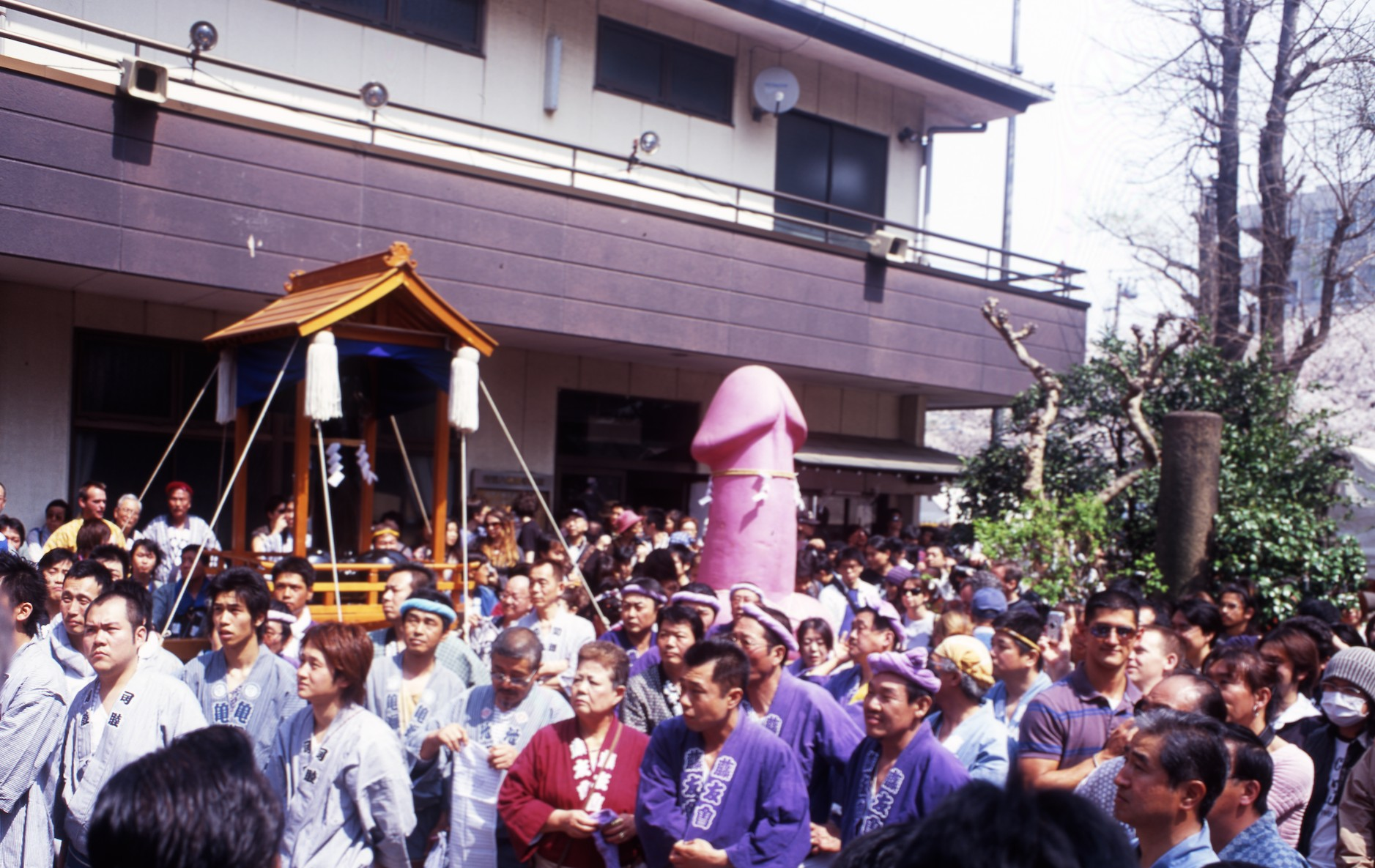
Besucher des Kanamara-Festes.

Im Laufe der Zeit wurden die beiden Götter auch als Sexualitätsgötter verehrt. Einer Theorie nach geschah dies weil das Vor und Zurück des Blasebalgs an den Geschlechtsakt erinnern soll. Während der Edo-Zeit kamen daher Fruchtbarkeitsfeste auf die dem heutigen Kanamara Matsuri (かなまら祭 ‚Fest des Eisenpenises‘) ähnelten, wobei derartige Feste in ganz Japan anzutreffen waren. Während der Meiji-Zeit wurde das Kanamara Matsuri aufgegeben und erst 1969 wiederaufleben gelassen. Seitdem findet es alljährlich am ersten Sonntag im April statt.
Hauptattraktion sind die drei Mikoshi, in denen je ein großer Phallus als Objekt der Verehrung prozessiert wird. Im Kanamara Daimikoshi (かなまら大神輿 ‚Große Kanamara-Göttersänfte‘) befindet sich ein Holzphallus, im Kanamara Fune Mikoshi (かなまら舟神輿 ‚Kanamara-Boots-Göttersänfte‘) ein vom Schwerindustrie- und früheren Schiffsbauunternehmen Hitachi Zōsen gestifteter schwarzer Metallphallus und im Elizabeth Mikoshi (エリザベス神輿 Erizabesu Mikoshi, deutsch ‚Elizabeth-Göttersänfte‘) ein vom Transvestiten-Klub Elizabeth Kaikan gestifteter pinker Phallus. Auf dem Fest werden auch diverse Süßigkeiten in Phallusform oder der weiblichen Geschlechtsteile dargeboten.
Heute ist es eine Touristenattraktion mit im Jahr 2016 mehr als 20.000 Besuchern darunter auch Gäste außerhalb Japans, und sensibilisiert für die Verhütung vor Geschlechtskrankheiten bzw. veranstaltet Spendenkampagnen für die AIDS-Forschung.

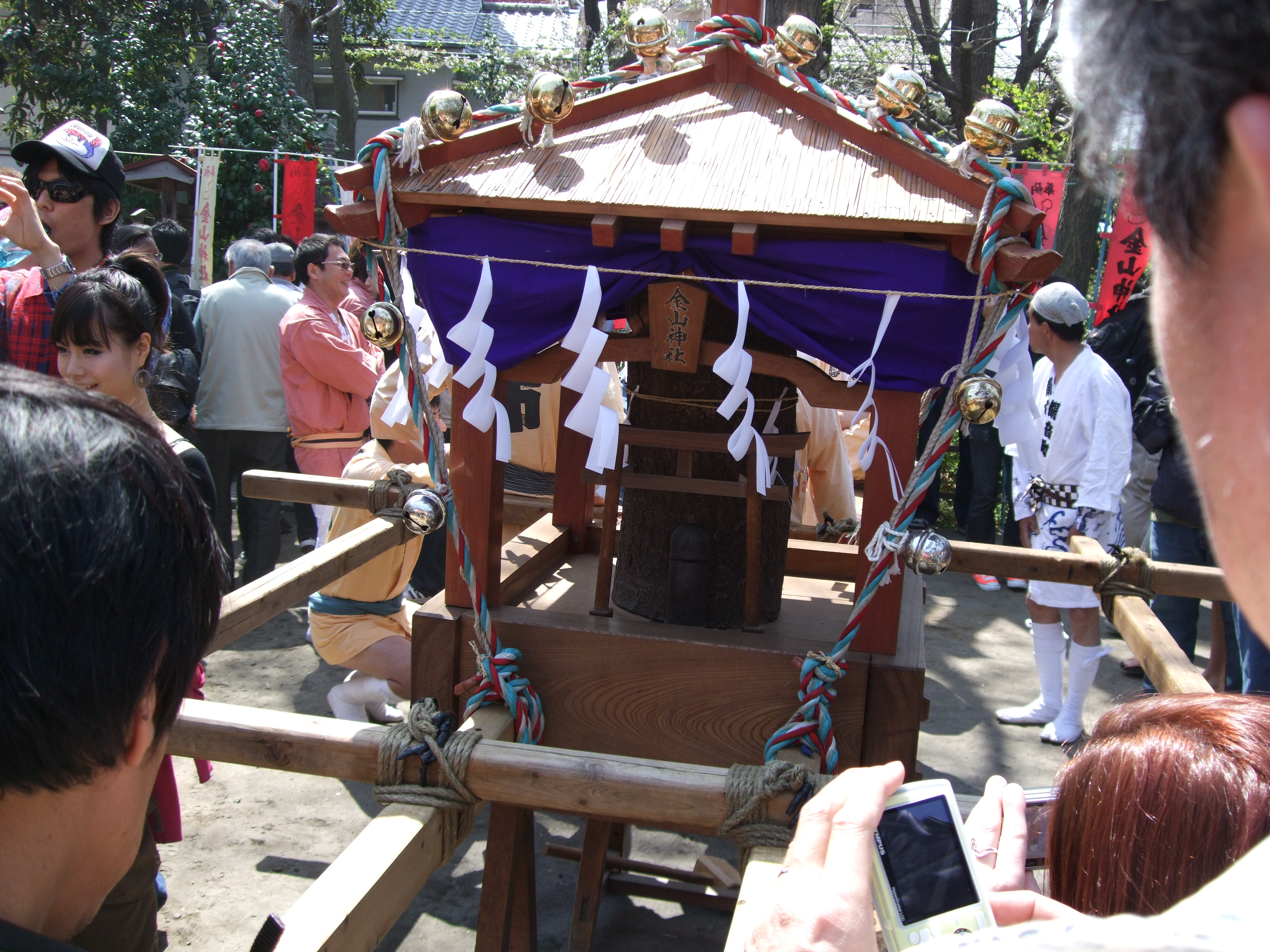
Kanamara Daimikoshi
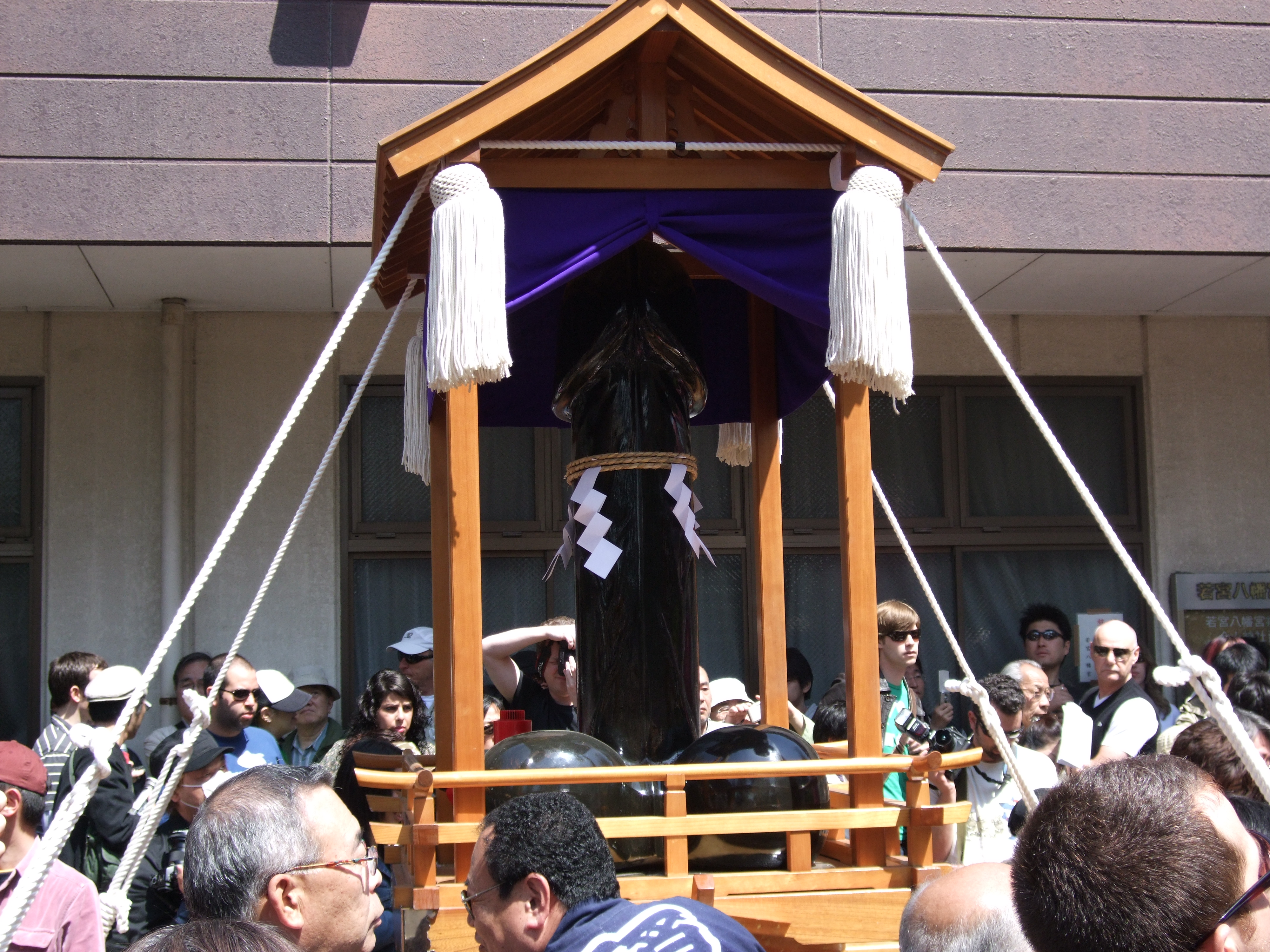
Kanamara Fune Mikoshi
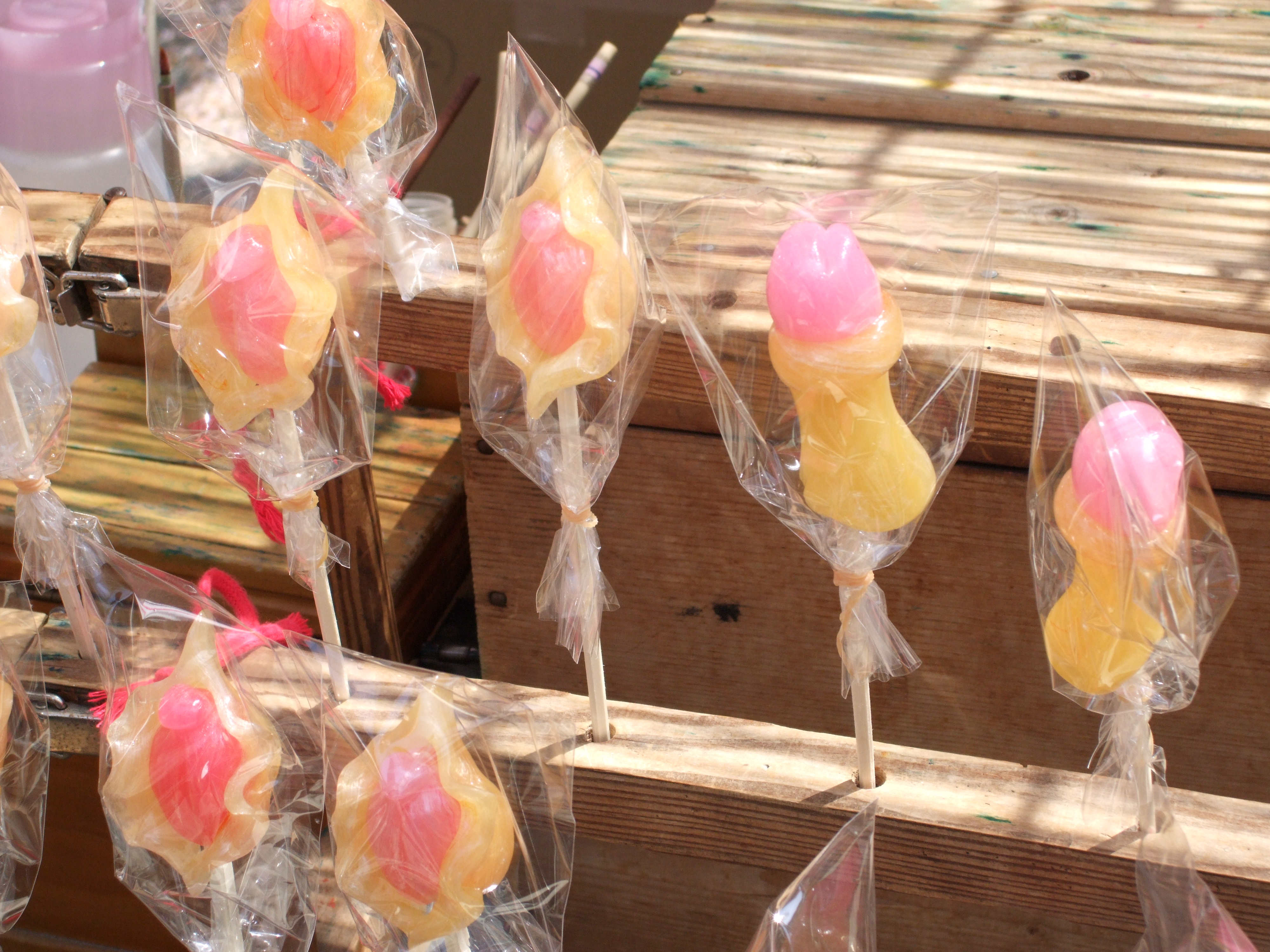
Süßigkeiten